# Calogero (Sänger)

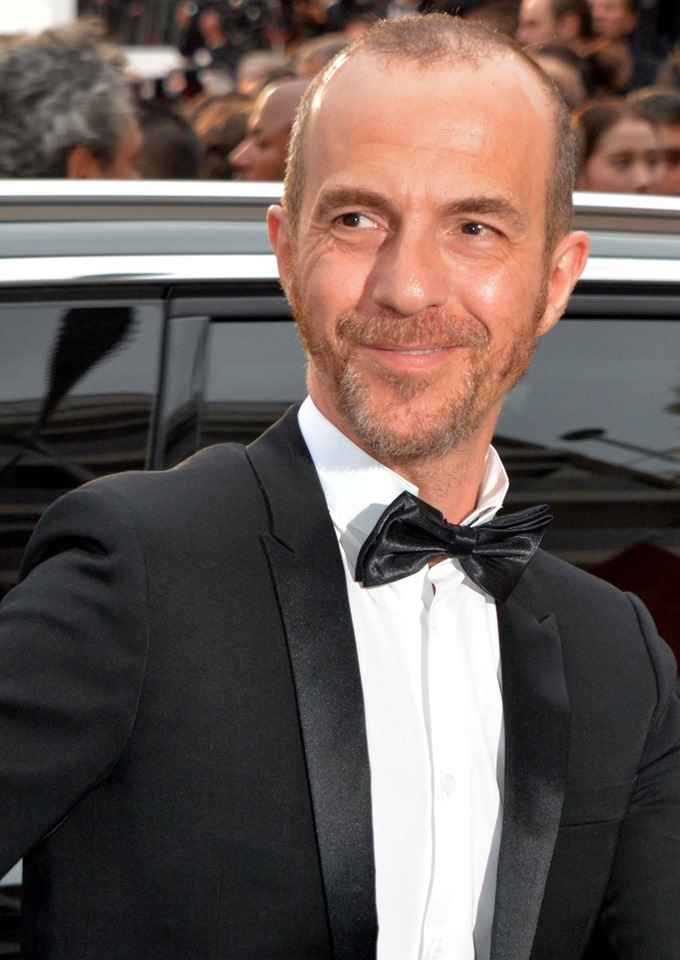
Calogero in Cannes (2019)

Calogero (* 30. Juli 1971 in Échirolles bei Grenoble; vollständiger Name Calogero Joseph Salvatore Maurici) ist ein französischer Sänger und Musiker.

## Biografie
Calogero Maurici wurde 1971 als Sohn sizilianischer Eltern in Échirolles geboren. Als Kind begann er gemeinsam mit seinem drei Jahre älteren Bruder Gioacchino mit dem Flötespielen. Später folgten weitere Instrumente wie Orgel, Klavier und Gitarre. Gemeinsam gründeten sie 1986 mit Francis Maggiulli, einem Freund des Bruders, die Band Les Charts. Unterstützt wurde das Trio von France Gall. Zwischen 1989 und 1997 veröffentlichten sie fünf Alben und lösten sich Ende der 1990er auf.
Bereits 1992 war Calogero als Background-Sänger auf dem zweiten Album von Pascal Obispo zu hören. Daraus entwickelte sich eine Freundschaft zwischen beiden Musikern. Ende der 1990er Jahre begann Calogero, für andere Interpreten Lieder zu schreiben, u. a. für Florent Pagny, Ismaël Lô, Hélène Ségara und Patrick Fiori. Im Jahr 2000 veröffentlichte Calogero sein Debütalbum Au milieu des autres, an dem auch sein Bruder und dessen Freund mitwirkten. Produzent war Pascal Obispo. Es schaffte den Sprung in die Charts und brachte auch zwei kleinere Singlehits.

### Durchbruch

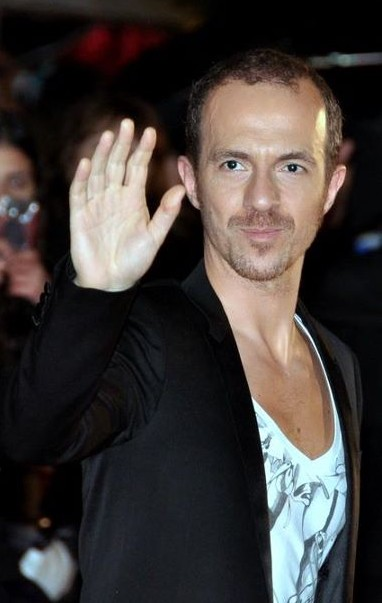
2012 bei den NRJ Music Awards

Zwei Jahre später erschien das zweite Album Calogero produziert von Pierre Jaconelli. Sieben der elf Titel darauf schrieb er zusammen mit seinem Bruder Gioacchino Maurici. Es brachte den Durchbruch auf Platz 2 der französischsprachigen Charts Belgiens (Wallonie) und auf Platz 3 in Frankreich. Dort blieb es auch zwei Jahre lang in den Charts. Es verkaufte sich insgesamt über eine Million Mal und wurde mit einer Diamantschallplatte ausgezeichnet. Vier Lieder des Albums brachten es auch in die Singlecharts, das erfolgreichste war „En apesanteur“ auf Platz 13. Im Jahr 2003 wurde er als Künstler des Jahres mit dem Victoire de la Musique ausgezeichnet. Ein Jahr später erhielt er auch den NRJ Music Award.
Es folgte nur ein Jahr später das Album 3. Produziert hatte es Calogero diesmal selbst mit Unterstützung von Jaconelli und Philippe Uminski. Erstmals kam er damit auf Platz 1 sowohl in Frankreich als auch in Belgien. Auch in der Schweiz war es erfolgreich und hielt sich über ein Jahr in der Schweizer Hitparade, in Frankreich blieb es erneut zwei Jahre lang in den Top 200 und wurde das zweite Diamantalbum des Musikers. Mit Doppelplatin in Belgien und Platin in der Schweiz war es insgesamt das erfolgreichste Album des Franzosen. Face à la mer mit dem Rapper Passi, dem einzigen Gast auf seinem Album, war mit Platz 2 in Belgien und Platz 3 in Frankreich sein bis dahin erfolgreichstes Lied. Si seulement je pouvais lui manquer war ein weiterer Top-10-Hit auf dem Album und brachte ihm als Lied des Jahres seinen zweiten Victoire. Allerdings stellte ein Gericht 2015 in einem Urheberrechtsstreit fest, dass das Lied große Ähnlichkeit mit einer Komposition von Laurent Feriol aufwies.
Nach seinem ersten Livealbum im Sommer 2005 mit dem Titel Live 1.0 zog sich Calogero in die Toskana zurück, wo er das 2007 erschienene Album „Pomme C“ vorbereitete. Dabei steht Pomme für die Apfeltaste der Macintosh-Computer und Pomme C für die Funktion Kopieren. Alle Lieder entstanden zusammen mit Zazie. Das Album verpasste Platz 1 und obwohl es erneut zwei Jahre lang in den Charts war, blieben die Verkaufszahlen mit rund 400.000 Exemplaren deutlich hinter denen der vorangegangenen Alben zurück. Auch die Stadion-Tournee erwies sich als nicht so erfolgreich wie erwartet. In dieser Zeit litt Calogero an Depressionen und der Trennung von seiner Lebensgefährtin, mit der er zwei Kinder hat. Er arbeitete das gesamte Jahr 2008 an Material für sein neues Album. Ende des Jahres erschien das Lied La Débâcle des sentiments, aufgenommen zusammen mit dem Sänger Stanislas, das mit Platz 2 sein erfolgreichstes Lied in den französischen Charts ist. Das Album L’embellie erschien dann im Frühjahr 2009 und damit kehrte er wieder auf Platz 1 der Albumcharts in Frankreich und Belgien zurück. In der Schweiz kam er erstmals in die Top 10. C’est dit wurde in Belgien sein erster Nummer-eins-Singlehit.

### Neue Projekte

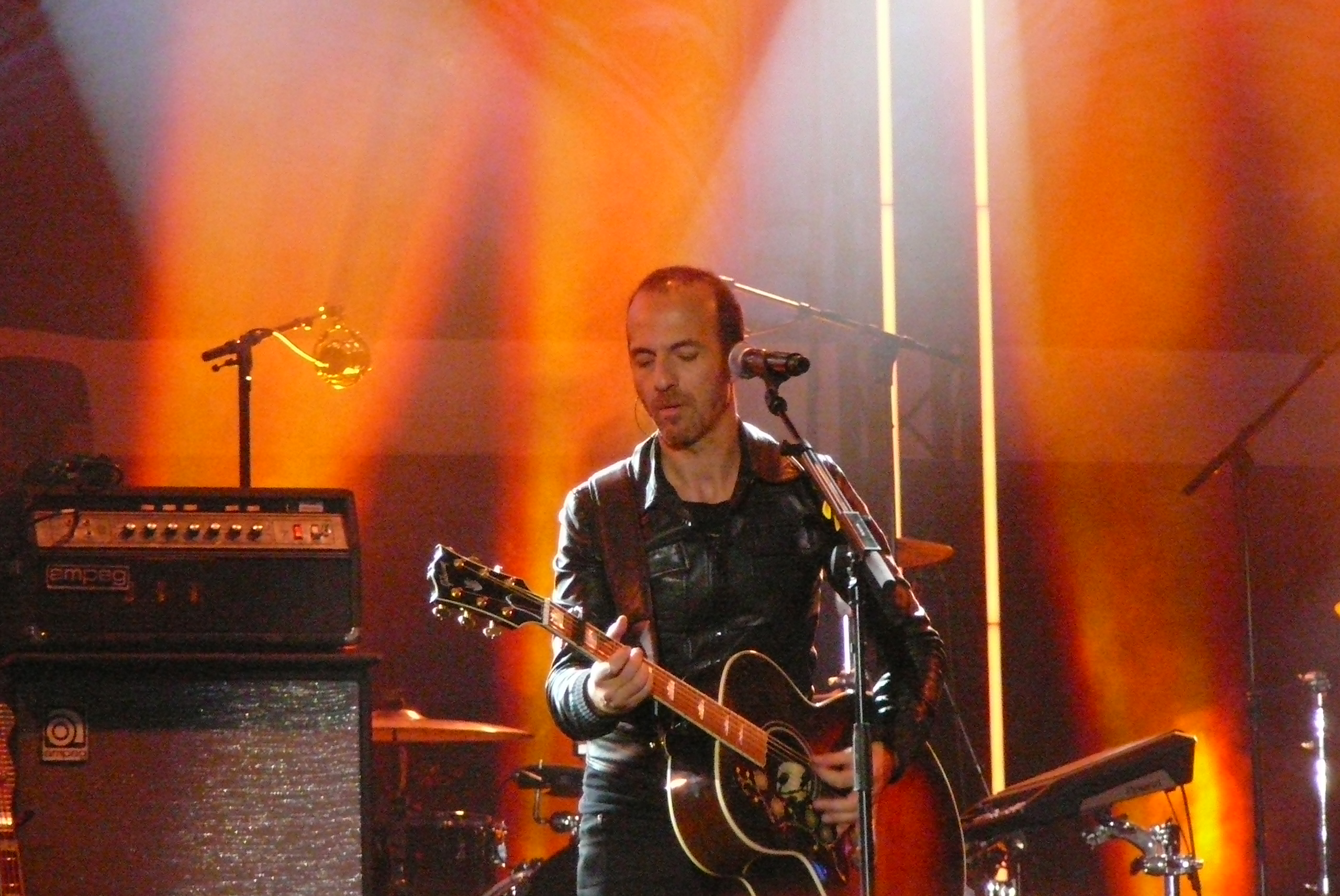
Calogero in Brüssel (2014)

Im Jahr darauf veröffentlichte der Musiker sein erstes offizielles Best-of-Album, das ihm in Belgien die fünfte Nummer-eins-Platzierung in Folge brachte. Das Besondere an Best of – version originale / version symphonique ist, dass 13 alte und ein neuer Song einmal in der Originalfassung und ein zweites Mal in einer Version mit einem Symphonieorchester aufgenommen wurden. Danach tourte er ausgiebig und führte seine Songs bei einigen Auftritten in Paris auch in der Orchesterfassung auf. Anschließend veröffentlichte er Mitschnitte als CD und DVD.
Danach stellte er seine Solokarriere erst einmal zurück und gründete zusammen mit Stanislas, Philippe Uminski und zwei weiteren Musikern das Bandprojekt Circus. 2012 erschien ihr gleichnamiges Album.
Zwei Jahre später meldete sich Calogero mit seinem sechsten Solo-Studioalbum und einem neuen Mitproduzenten, dem Briten Alan O’Connell, zurück. Les feux d’artifice brachte ihn nach fünf Jahren wieder auf Platz 1 in seiner Heimat. 30 Wochen in Folge hielt es sich in den Top 10 und hatte ihm bereits da seine dritte Diamantauszeichnung gebracht. Das bereits vorab veröffentlichte Lied Un jour au mauvais endroit war sein vierter Top-10-Hit und hielt sich länger in den Top 100 als jede vorherige Single. Zum zweiten Mal gewann er damit einen Victoire für das Lied des Jahres, seinen dritten insgesamt. In Belgien erreichte das Album ebenfalls Platz 1 und in der Schweiz mit Platz 6 seine bis dahin beste Platzierung.

## Diskografie

### Mit Les Charts
- 1989: L’Océan sans fond
- 1990: Je m’envole
- 1991: Notre monde à nous
- 1993: Aime-moi encore
- 1994: Hannibal
- 1995: Acte 1
- 1995: Aime-moi encore
- 1997: Changer (Livealbum)

### Soloalben
| Jahr             | Titel                                             | Höchstplatzierung, Gesamtwochen, AuszeichnungChartplatzierungen (Jahr, Titel, Platzierungen, Wochen, Auszeichnungen, Anmerkungen) | Höchstplatzierung, Gesamtwochen, AuszeichnungChartplatzierungen (Jahr, Titel, Platzierungen, Wochen, Auszeichnungen, Anmerkungen) | Höchstplatzierung, Gesamtwochen, AuszeichnungChartplatzierungen (Jahr, Titel, Platzierungen, Wochen, Auszeichnungen, Anmerkungen) | Anmerkungen                                                                                        |
| Jahr             | Titel                                             | FR | BEW | CH | Anmerkungen                                                                                        |
| ---------------- | ------------------------------------------------- | --- | --- | --- | -------------------------------------------------------------------------------------------------- |
| 2000             | Au milieu des autres                              | FR56 (2 Wo.)FR | BEW40 (1 Wo.)BEW | — | Erstveröffentlichung: 5. Mai 2000 Produzent: Pascal Obispo                                         |
| 2002             | Calogero                                          | FR3 Diamant · (105 Wo.)FR | BEW2 (93 Wo.)BEW | CH26 Gold · (44 Wo.)CH | Erstveröffentlichung: 15. Februar 2002 Produzent: Pierre Jaconelli                                 |
| 2004             | 3 (auch: Calog3ro)                                | FR1 Diamant · (103 Wo.)FR | BEW1 ×2Doppelplatin · (49 Wo.)BEW                                                                                                 | CH14 Platin · (61 Wo.)CH | Erstveröffentlichung: 19. März 2004 Produzenten: Calogero mit Pierre Jaconelli / Philippe Uminski  |
| 2005             | Live 1.0                                          | FR1 Gold · (43 Wo.)FR | BEW1 Gold · (29 Wo.)BEW | CH14 (6 Wo.)CH | Erstveröffentlichung: 22. August 2005 Livealbum                                                    |
| 2007             | Pomme C                                           | FR2 Platin · (104 Wo.)FR | BEW1 Platin · (86 Wo.)BEW | CH16 Gold · (10 Wo.)CH | Erstveröffentlichung: 12. März 2007 Produzenten: Calogero und Philippe Uminski                     |
| 2009             | L’embellie                                        | FR1 ×3Dreifachplatin · (82 Wo.)FR                                                                                                 | BEW1 Platin · (76 Wo.)BEW | CH9 (11 Wo.)CH | Erstveröffentlichung: 20. April 2009 Produzenten: Calogero mit Pierre Jaconelli / Philippe Uminski |
| 2010             | Best of – version originale / version symphonique | FR4 Platin · (59 Wo.)FR | BEW1 (39 Wo.)BEW | CH71 (7 Wo.)CH | Erstveröffentlichung: 22. November 2010 Best-of-Doppelalbum                                        |
| 2011             | Live symphonique                                  | — | BEW16 (17 Wo.)BEW | — | Erstveröffentlichung: 5. Dezember 2011 Livealbum                                                   |
| 2011             | En concert                                        | FR45 (13 Wo.)FR | — | — | Erstveröffentlichung: 5. Dezember 2011 Live-DVD                                                    |
| 2014             | Les feux d’artifice                               | FR1 Diamant · (114 Wo.)FR | BEW1 Gold · (116 Wo.)BEW | CH6 (27 Wo.)CH | Erstveröffentlichung: 18. August 2014 Produzenten: Calogero und Alan O’Connell                     |
| 2015             | Live 2015                                         | FR23 (26 Wo.)FR | BEW12 (46 Wo.)BEW | CH72 (1 Wo.)CH | Erstveröffentlichung: 4. Dezember 2015 Livealbum                                                   |
| 2017             | Liberté chérie                                    | FR1 Diamant · (116 Wo.)FR | BEW1 Gold · (125 Wo.)BEW | CH8 (18 Wo.)CH | Erstveröffentlichung: 25. August 2017                                                              |
| 2019             | Calo – Triple Best Of                             | FR20 ×2Doppelplatin · (68 Wo.)FR                                                                                                  | BEW11 (50 Wo.)BEW | — | Erstveröffentlichung: 8. November 2019 Best-of-Album (3 CDs mit Studio, Live und Raretés)          |
| 2019             | Calo – Intégrale                                  | FR84 (1 Wo.)FR | BEW33 (7 Wo.)BEW | — | Best-of-Album                                                                                      |
| 2020             | Centre ville                                      | FR1 ×2Doppelplatin · (60 Wo.)FR                                                                                                   | BEW1 (37 Wo.)BEW | CH8 (9 Wo.)CH | Erstveröffentlichung: 4. Dezember 2020                                                             |
| 2023             | A.M.O.U.R                                         | FR1 Gold · (41 Wo.)FR | BEW1 (26 Wo.)BEW | CH8 (3 Wo.)CH | Erstveröffentlichung: 8. September 2023                                                            |
| 2024             | X                                                 | FR4 (16 Wo.)FR | BEW3 (13 Wo.)BEW | CH28 (2 Wo.)CH | Erstveröffentlichung: 25. Oktober 2024                                                             |
| Alben mit Circus |                                                   | | | | |
|                  |                                                   | | | | |
| 2012             | Circus                                            | FR11 (22 Wo.)FR | BEW8 (50 Wo.)BEW | — | |

### Singles
Bis auf die zwei Kollaborationen mit Stanislas und Cats on Trees hat Calogero alle Chartsongs mit einem oder mehreren Co-Autoren selbst geschrieben.

| Jahr | Titel Album                                      | Höchstplatzierung, Gesamtwochen, AuszeichnungChartplatzierungen (Jahr, Titel, Album, Platzierungen, Wochen, Auszeichnungen, Anmerkungen) | Höchstplatzierung, Gesamtwochen, AuszeichnungChartplatzierungen (Jahr, Titel, Album, Platzierungen, Wochen, Auszeichnungen, Anmerkungen) | Höchstplatzierung, Gesamtwochen, AuszeichnungChartplatzierungen (Jahr, Titel, Album, Platzierungen, Wochen, Auszeichnungen, Anmerkungen) | Anmerkungen |
| Jahr | Titel Album                                      | FR | BEW | CH | Anmerkungen |
| --- | ------------------------------------------------ | --- | --- | --- | --- |
| 1999 | Prendre l’air Au milieu des autres               | FR96 (2 Wo.)FR | — | — | Erstveröffentlichung: 4. Oktober 1999 |
| 2000 | De cendres et de terre Au milieu des autres      | FR57 (10 Wo.)FR | — | — | Erstveröffentlichung: 9. Mai 2000 |
| 2002 | Aussi libre que moi Calogero                     | FR35 (10 Wo.)FR | BEW17 (11 Wo.)BEW | — | Erstveröffentlichung: 22. Januar 2002 |
| 2002 | En apesanteur Calogero                           | FR13 (33 Wo.)FR | BEW15 (22 Wo.)BEW | — | Erstveröffentlichung: 28. Mai 2002 Co-Autor: Gioacchino Maurici                                                                                       |
| 2003 | Tien an men Calogero                             | FR43 (10 Wo.)FR | — | CH69 (3 Wo.)CH | Erstveröffentlichung: 19. September 2003 Co-Autor: Gioacchino Maurici                                                                                 |
| 2003 | Prendre racine Calogero                          | FR39 (33 Wo.)FR | — | — | Erstveröffentlichung: 17. Juni 2003 Co-Autor: Gioacchino Maurici                                                                                      |
| 2004 | Yalla 3                                          | FR113 (3 Wo.)FR | — | — | Erstveröffentlichung: 13. Mai 2004 Co-Autor: Lionel Florence 2015 erstmals in den Charts, nachdem Lilian Renaud das Lied bei The Voice gesungen hatte |
| 2004 | Face à la mer 3                                  | FR3 (23 Wo.)FR | BEW2 (19 Wo.)BEW | CH12 (26 Wo.)CH | Erstveröffentlichung: 15. Juni 2004 Calogero & Passi                                                                                                  |
| 2004 | Si seulement je pouvais lui manquer 3            | FR7 (25 Wo.)FR | BEW6 (15 Wo.)BEW | CH25 (18 Wo.)CH | Erstveröffentlichung: 14. November 2004 Co-Autor: Gioacchino Maurici                                                                                  |
| 2004 | Y’a pas un homme qui soit né pour ça –           | FR20 (17 Wo.)FR | — | CH45 (10 Wo.)CH | Erstveröffentlichung: 29. November 2004 Florent Pagny, Calogero & Pascal Obispo Benefizsingle für Sidaction, die französische AIDS-Hilfeorganisation  |
| 2007 | La saut de l’ange Pomme C                        | — | BEW16 (9 Wo.)BEW | — | Erstveröffentlichung: 22. Januar 2007 Co-Autorin: Zazie                                                                                               |
| 2007 | Pomme C                                          | — | BEW22 (19 Wo.)BEW | — | Co-Autorin: Zazie |
| 2008 | Danser encore Pomme C                            | — | BEW37 (4 Wo.)BEW | — | Co-Autorin: Zazie |
| 2009 | La débâcle des sentiments (L’équilibre instable) | FR2 (24 Wo.)FR | BEW3 (18 Wo.)BEW | CH68 (2 Wo.)CH | Erstveröffentlichung: 19. Januar 2009 Stanislas & Calogero Autoren: Amaury Salmon, Stanislas Renoult                                                  |
| 2009 | C’est dit L’embellie                             | — | BEW1 (20 Wo.)BEW | CH78 (3 Wo.)CH | Erstveröffentlichung: 16. Mai 2019 Co-Autor: Jean-Jacques Goldman                                                                                     |
| 2009 | L’ombre et la lumière L’embellie                 | — | BEW10 (19 Wo.)BEW | — | Erstveröffentlichung: 6. Juli 2009 Calogero & Grand Corps Malade                                                                                      |
| 2009 | La fin de la fin du monde L’embellie             | — | BEW14 (11 Wo.)BEW | — | Erstveröffentlichung: 19. Oktober 2009 Co-Autor: Dominique Ané                                                                                        |
| 2010 | C’est d’ici que je vous écris Best Of            | — | BEW25 (8 Wo.)BEW | — | Erstveröffentlichung: 25. Oktober 2010 Co-Autor: Jean-Jacques Goldman                                                                                 |
| 2012 | La bourgeoisie des sensations L’embellie         | — | BEW39 (3 Wo.)BEW | — | Erstveröffentlichung: 3. Oktober 2011 Co-Autor: Pierre Lapointe                                                                                       |
| 2014 | Un jour au mauvais endroit Les feux d’artifice   | FR4 (67 Wo.)FR | BEW13 (31 Wo.)BEW | CH74 (1 Wo.)CH | Erstveröffentlichung: 19. Mai 2014 |
| 2014 | Les feux d’artifice                              | FR101 (2 Wo.)FR | BEW35 (1 Wo.)BEW | — | Co-Autor: Gioaccino Maurici |
| 2014 | L’éclipse Les feux d’artifice                    | FR34 (1 Wo.)FR | BEW11 (1 Wo.)BEW | — | |
| 2014 | Le portrait Les feux d’artifice                  | FR13 (54 Wo.)FR | BEW5 (20 Wo.)BEW | — | Erstveröffentlichung: 29. September 2014 |
| 2015 | Avant toi Les feux d’artifice                    | FR51 (29 Wo.)FR | BEW47 (3 Wo.)BEW | — | Erstveröffentlichung: 4. Mai 2015 Co-Autor: Alex Beaupain                                                                                             |
| 2015 | Jimmy Les feux d’artifice (Bonustrack)           | — | BEW50 (1 Wo.)BEW | — | Erstveröffentlichung: 18. Mai 2015 mit Cats on Trees Original/Autoren: Cats on Trees (2013)                                                           |
| 2015 | J’ai le droit aussi Les feux d’artifice (Deluxe) | FR158 (1 Wo.)FR | BEW29 (18 Wo.)BEW | — | Erstveröffentlichung: 12. Oktober 2015 |
| 2017 | Je joue de la musique Liberté chérie             | FR42 Gold · (23 Wo.)FR | BEW7 (20 Wo.)BEW | CH66 (1 Wo.)CH | Erstveröffentlichung: 28. April 2017 Co-Autorin: Marie Bastide                                                                                        |
| 2017 | Fondamental Liberté chérie                       | — | BEW21 (15 Wo.)BEW | — | Erstveröffentlichung: 18. August 2017 Co-Autoren: Gioacchino Maurici, Paul Ecole                                                                      |
| 2018 | Voler de nuit Liberté chérie                     | — | BEW14 (18 Wo.)BEW | — | Erstveröffentlichung: 12. Januar 2018 |
| 2018 | 1987 Liberté chérie                              | FR— GoldFR | BEW21 (15 Wo.)BEW | — | Erstveröffentlichung: 1. Juni 2018 |
| 2018 | On se sait par cœur Liberté chérie               | — | BEW27 (10 Wo.)BEW | — | Erstveröffentlichung: 30. November 2018 |
| 2020 | On fait comme si Centre ville                    | FR91 (1 Wo.)FR | BEW43 (4 Wo.)BEW | — | Erstveröffentlichung: 27. März 2020 |
| 2020 | La rumeur Centre ville                           | — | BEW48 (1 Wo.)BEW | — | Erstveröffentlichung: 10. Juli 2020 |
| 2020 | Celui d’en bas Centre ville                      | — | BEW23 (11 Wo.)BEW | — | Erstveröffentlichung: 30. Oktober 2020 |
| als Mitglied von Circus |                                                  | | | | |
| |                                                  | | | | |
| 2012 | Sur un fil Circus                                | FR95 (21 Wo.)FR | — | — | Erstveröffentlichung: 18. Juni 2012 Co-Autoren: Stanislas, Jean-Jacques Goldman                                                                       |
| Folgende Lieder erschienen nicht als Single, wurden aber durch das Album zum Download und Streaming bereitgestellt und konnten somit eine Platzierung erlangen: |                                                  | | | | |
| |                                                  | | | | |
| 2023 | Donne A.M.O.U.R                                  | — | BEW22 (14 Wo.)BEW | — | |

Weitere Solosingles
- 2009: Passage des cyclones
- 2009: Nathan
- 2015: Le monde moderne

Weitere Singles mit Circus
- 2012: Chagrin d’ami
- 2012: Ce soir et demain

## Boxsets
| Jahr | Titel                                | Höchstplatzierung, Gesamtwochen, AuszeichnungChartplatzierungen (Jahr, Titel, Platzierungen, Wochen, Auszeichnungen, Anmerkungen) | Höchstplatzierung, Gesamtwochen, AuszeichnungChartplatzierungen (Jahr, Titel, Platzierungen, Wochen, Auszeichnungen, Anmerkungen) | Höchstplatzierung, Gesamtwochen, AuszeichnungChartplatzierungen (Jahr, Titel, Platzierungen, Wochen, Auszeichnungen, Anmerkungen) | Anmerkungen                                                                               |
| Jahr | Titel                                | FR | BEW | CH | Anmerkungen                                                                               |
| ---- | ------------------------------------ | --- | --- | --- | ----------------------------------------------------------------------------------------- |
| 2019 | Les feux d’artifice / Liberté chérie | FR182 (3 Wo.)FR | — | — | Erstveröffentlichung: 19. August 2019 Wiederveröffentlichung früherer Alben als Doppel-CD |

Weitere Boxsets
- 2015: Calogero / Calog3ro